# Kokořínský tunel
Kokořínský tunel je krátký silniční tunel na silnici III. třídy č. 2733 mezi vesnicemi Kokořín a Kokořínský Důl v okrese Mělník.
Tunel má délku 23,7 metru a je součástí úseku s mnoha serpentinami, takže se nachází ve směrovém oblouku o poloměru 20 m a ve stoupání 9 %. Je vyrubán v pískovcovém masivu, oproti původnímu projektu bylo v tunelu vyzděno ostění. Tunel a přiléhající opěrné a zárubní stěny jsou ozdobeny cimbuřím, které odkazuje na blízký hrad Kokořín.
Jedná se o první silniční tunel v extravilánu na českém území. Stavba tunelu byla započata na jaře roku 1935 a byla provedena firmou ing. Josefa Kratochvíla z Prahy. Byl otevřen 6. června 1937 společně se související silnicí dr. Edvarda Beneše.

## Fotogalerie

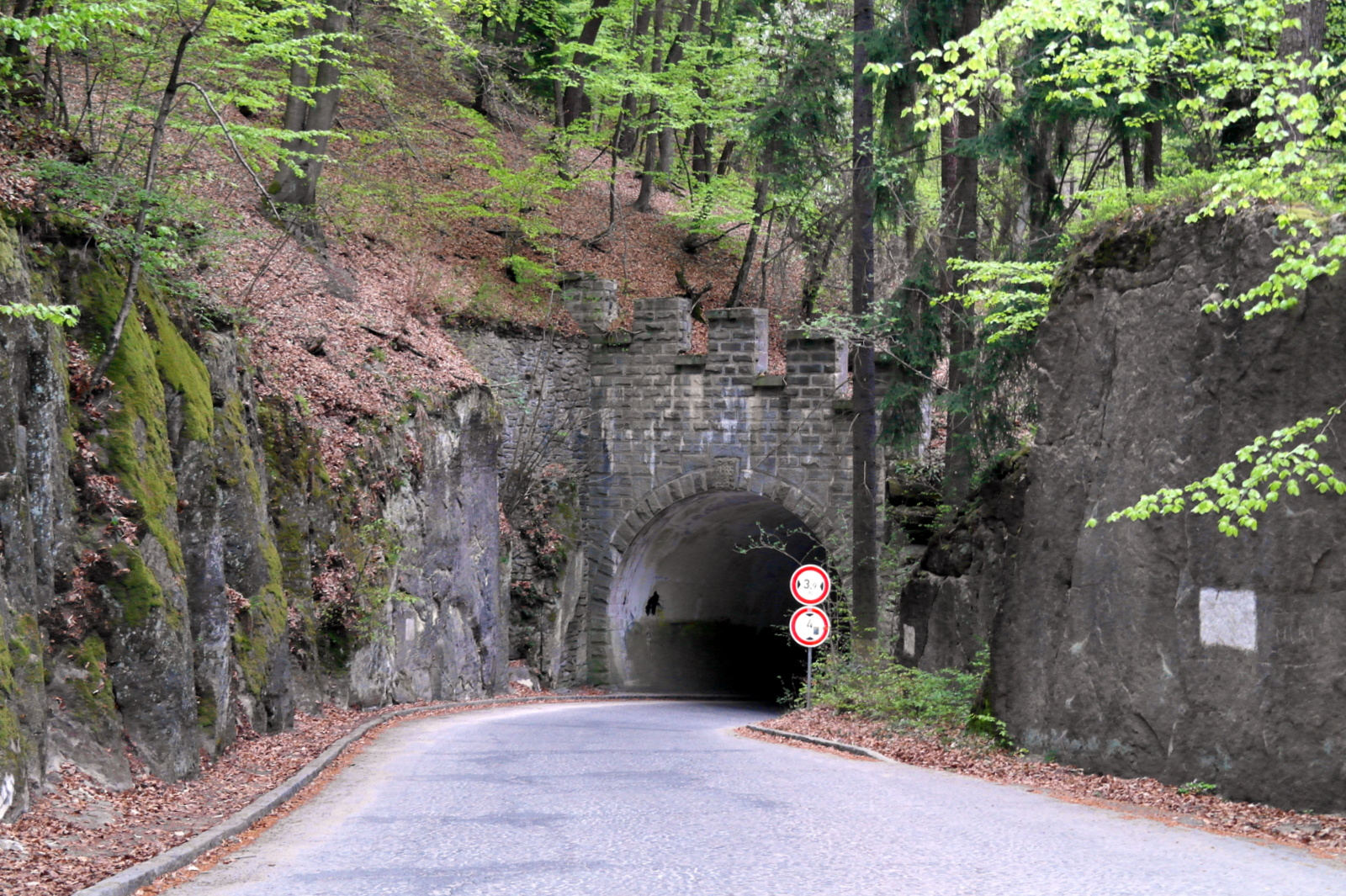
Západní portál
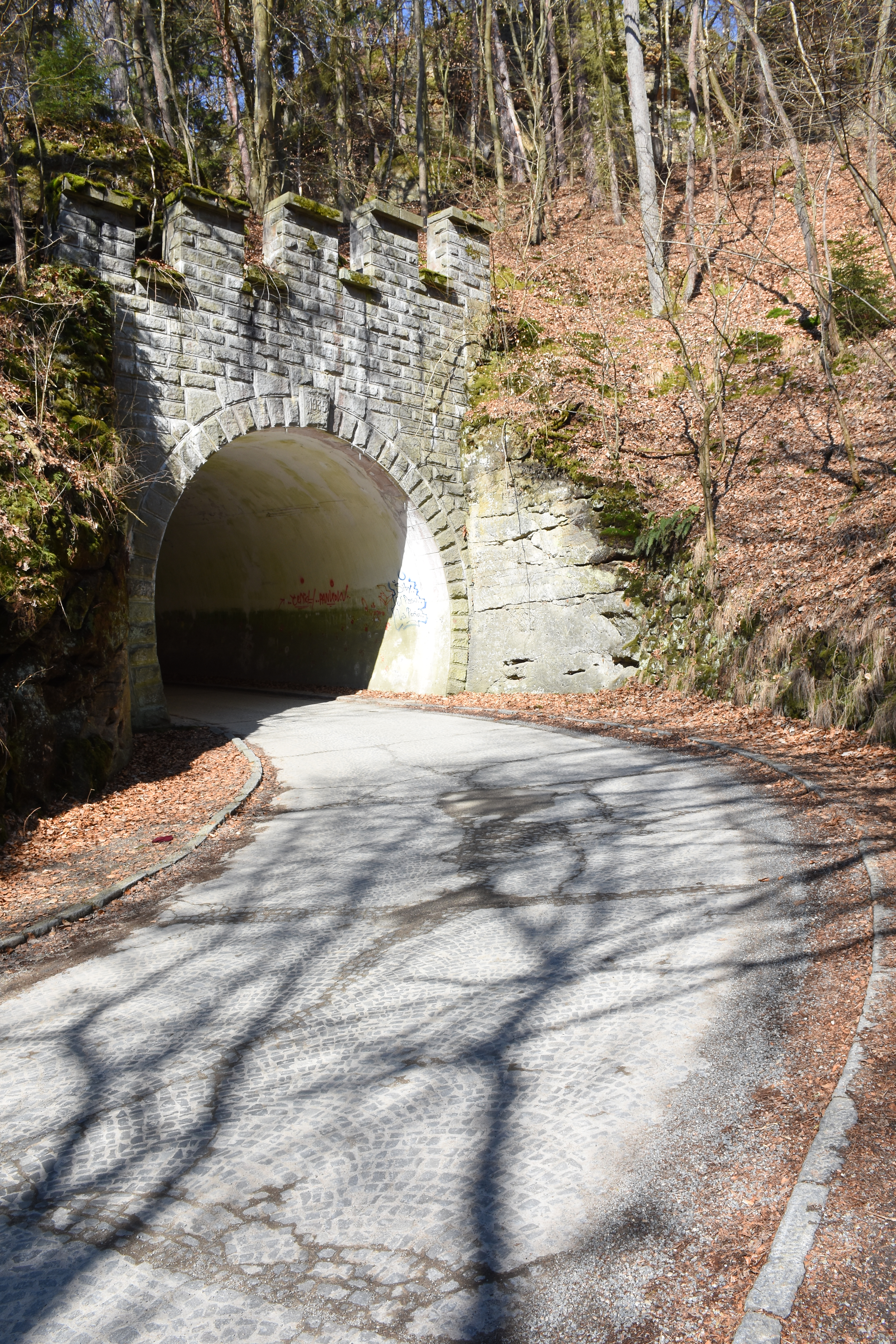
Východní portál
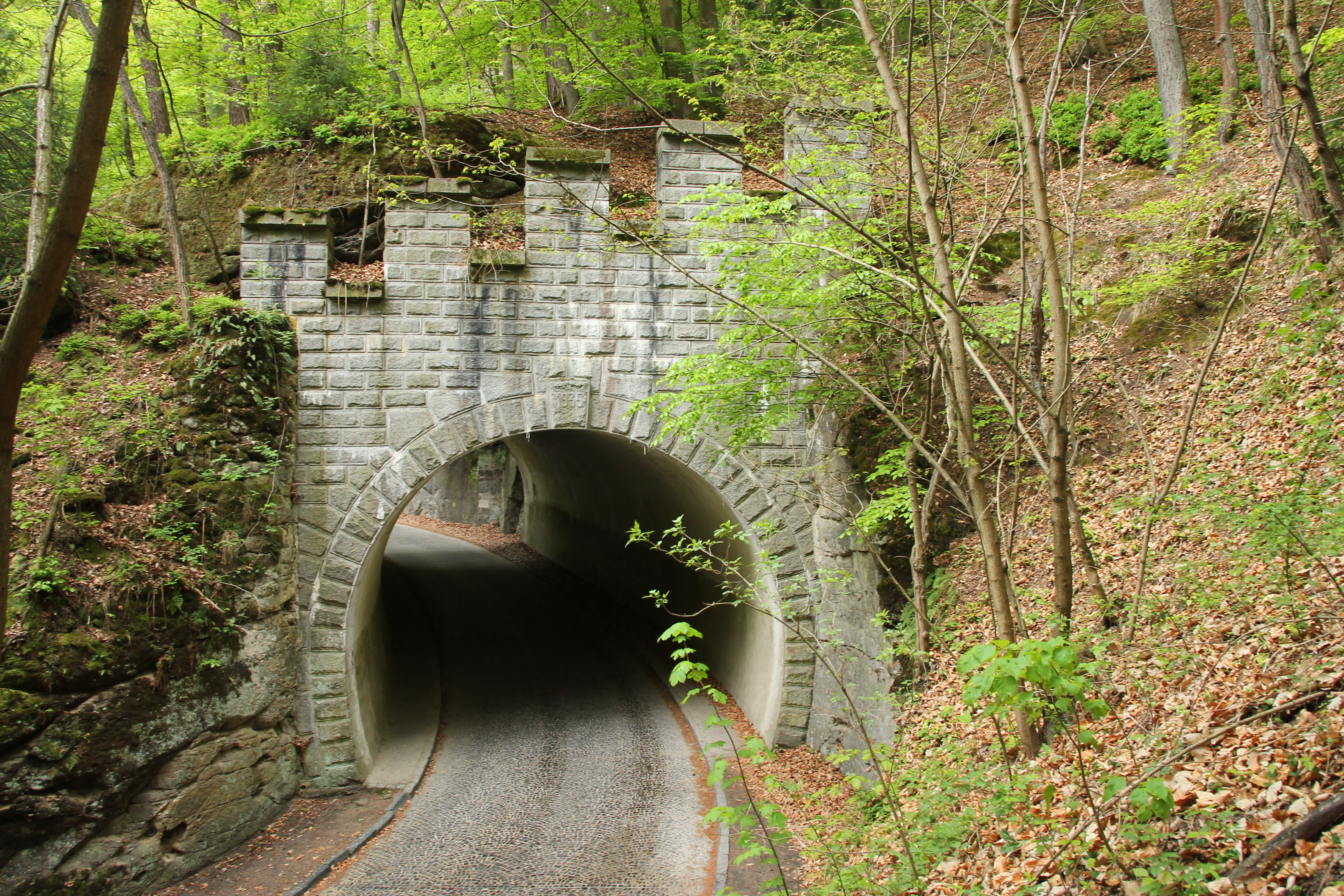
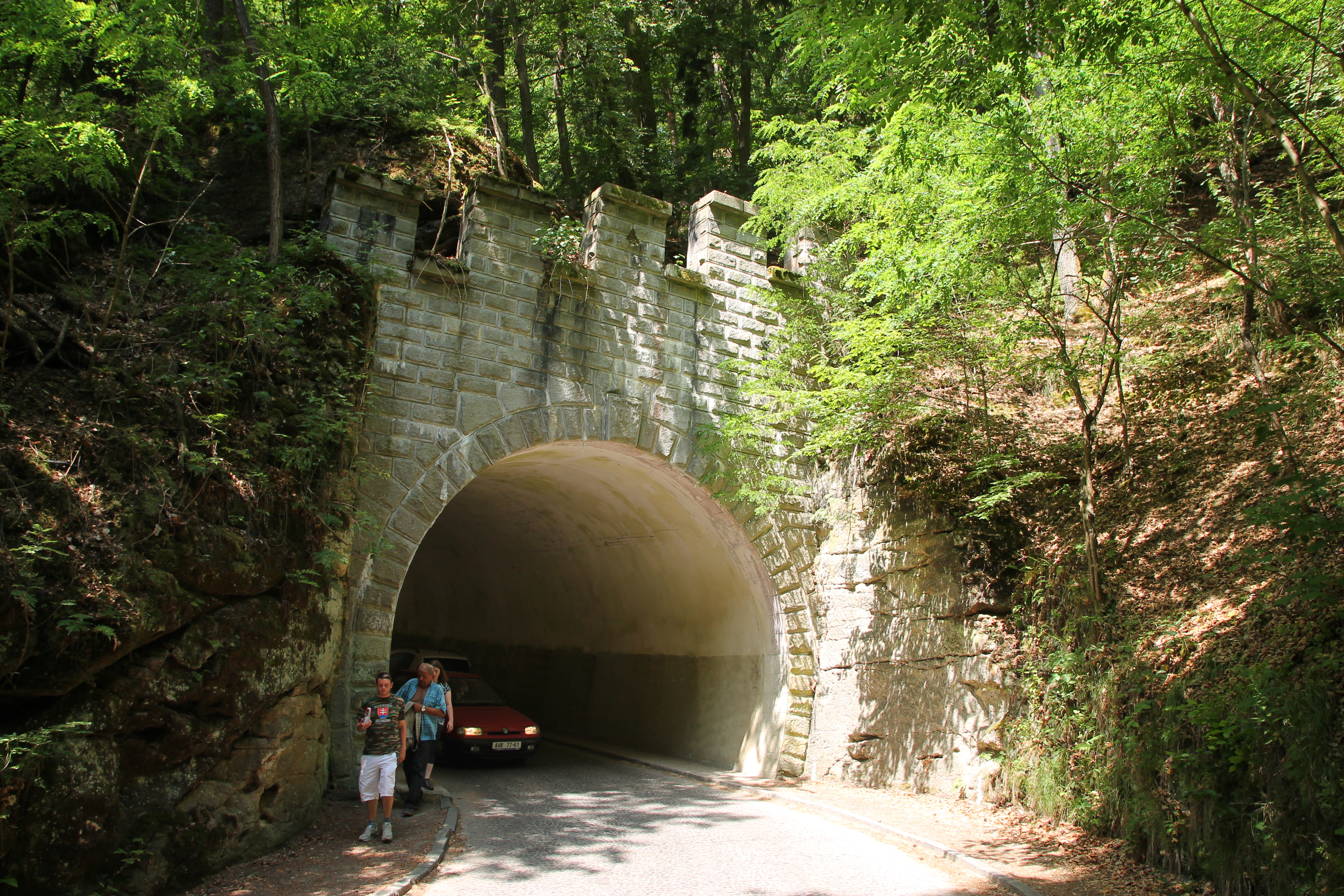
Východní portál
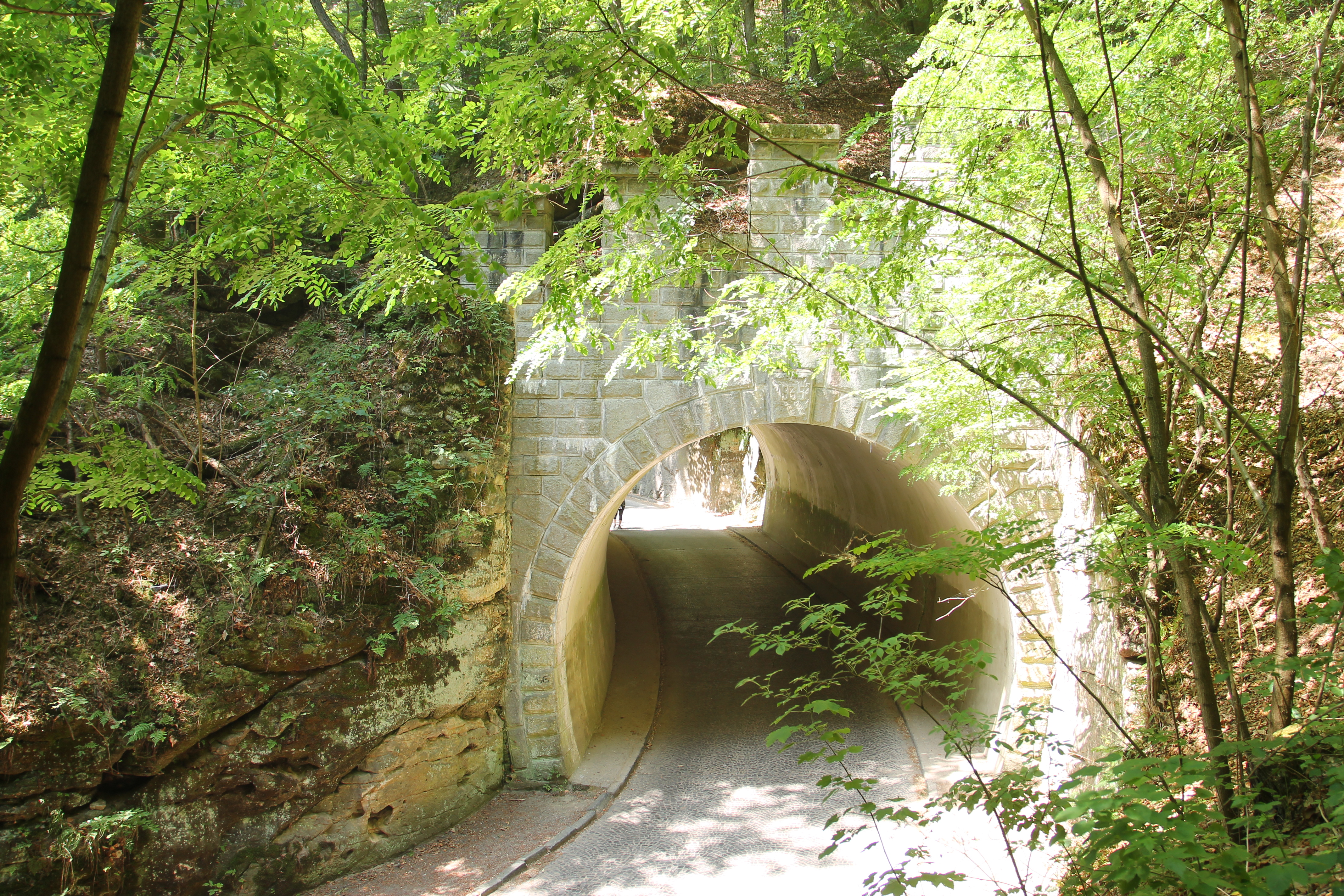
Východní portál